# Lunar Strain
Lunar Strain — дебютный студийный альбом группы In Flames, вышедший в 1994 году.

## Об альбоме
Вокальные партии в альбоме исполнил Микаэль Станне, вокалист Dark Tranquillity, который был сессионным вокалистом в In Flames на то время.
В 1999, альбом был переиздан в Японии, под названием Lunar Strain & Subterranean, и включил в себя также все треки из альбома Subterranean.
В 2005 году диск подвергся ремастерингу и был переиздан Regain Records и Candlelight Records USA. Бонус-треки этого издания взяты из промо 1993 года коллектива и были названы «альтернативно смикшированными версиями из записи альбома».

## Список композиций
Вся музыка написана Еспером Стрёмбладом и Гленном Юнгстрёмом (кроме «Hårgalåten», фольклорной песни). Все тексты написаны Микаэлем Станне.
| №   | Название                        | Длительность |
| --- | ------------------------------- | ------------ |
| 1.  | «Behind Space»                  | 4:55         |
| 2.  | «Lunar Strain»                  | 4:05         |
| 3.  | «Starforsaken»                  | 3:10         |
| 4.  | «Dreamscape» (инструментальная) | 3:45         |
| 5.  | «Everlost (Part I)»             | 4:17         |
| 6.  | «Everlost (Part II)»            | 2:57         |
| 7.  | «Hårgalåten» (инструментальная) | 2:26         |
| 8.  | «In Flames»                     | 5:33         |
| 9.  | «Upon an Oaken Throne»          | 2:49         |
| 10. | «Clad in Shadows»               | 2:49         |

| №   | Название              | Длительность |
| --- | --------------------- | ------------ |
| 11. | «Stand Ablaze»        | 4:33         |
| 12. | «Everdying»           | 4:23         |
| 13. | «Subterranean»        | 5:46         |
| 14. | «Timeless»            | 1:46         |
| 15. | «Biosphere»           | 5:07         |
| 16. | «Dead Eternity»       | 5:01         |
| 17. | «The Inborn Lifeless» | 3:23         |

| №   | Название                                                    | Длительность |
| --- | ----------------------------------------------------------- | ------------ |
| 1.  | «Behind Space»                                              | 4:55         |
| 2.  | «Clad in Shadows»                                           | 2:49         |
| 3.  | «Lunar Strain»                                              | 4:05         |
| 4.  | «Starforsaken»                                              | 3:10         |
| 5.  | «Dreamscape» (инструментальная)                             | 3:45         |
| 6.  | «Everlost (Part I)»                                         | 4:17         |
| 7.  | «Everlost (Part II)»                                        | 2:57         |
| 8.  | «Hårgalåten» (инструментальная)                             | 2:26         |
| 9.  | «In Flames»                                                 | 5:33         |
| 10. | «Upon an Oaken Throne»                                      | 2:49         |
| 11. | «In Flames» (промо-версия 1993 года)                        | 5:49         |
| 12. | «Upon an Oaken Throne» (промо-версия 1993 года)             | 3:05         |
| 13. | «Acoustic Piece» (инструментальная; промо-версия 1993 года) | 0:38         |
| 14. | «Clad in Shadows» (промо-версия 1993 года)                  | 2:47         |

## Участники записи
In Flames
- Микаэль Станне  — вокал
- Карл Нэслунд  — гитара
- Гленн Юнгстрём — гитара
- Йохан Ларссон — бас-гитара
- Еспер Стрёмблад  — ударные, клавишные, дополнительная гитара

Приглашённые музыканты
- Ylva Wåhlstedt — скрипка, альт
- Оскар Дроньяк  — дополнительный вокал в «Dead Eternity»
- Jennica Johansson — женский вокал в «Everlost part 2»